# خوسيه ألفارو مورايس
خوسيه ألفارو مورايس (بالبرتغالية: José Álvaro Morais‏) هو كاتب سيناريو ومونتير ومخرج برتغالي، ولد في 2 سبتمبر 1943 في قلمرية في البرتغال، وتوفي في 30 يناير 2004 في لشبونة في البرتغال بسبب سرطان.

## وصلات خارجية
- خوسيه ألفارو مورايس على موقع IMDb (الإنجليزية)
- خوسيه ألفارو مورايس على موقع ألو سيني (الفرنسية)
- خوسيه ألفارو مورايس على موقع أول موفي (الإنجليزية)
- خوسيه ألفارو مورايس على موقع قاعدة بيانات الفيلم (الإنجليزية)
- خوسيه ألفارو مورايس على موقع كينوبويسك (الروسية)